# Constantin Zagoriț
Constantin Zagoriț (n. 1 septembrie 1882, Mănești, România – d. 22 august 1944, Ploiești, România) a fost un colonel topograf român, pasionat de istorie și arheologie. A fost elev al Liceului "Sfinții Petru și Pavel" din Ploiești. 

## Biografie
Colonelul Zagoriț a publicat în 1937 o lucrare referitoare la amplasamentul cetății Sarmizegetusa. Lucrarea despre Sarmizegetusa era de fapt o broșură de 23 de pagini, însoțită de patru hărți. Titlul exact al broșurii era: „Sarmizegethusa – unde cred că s-a găsit un adevăr întemeiat pe considerațiuni militare, geografice, topografice și fortificațiuni găsite pe teren”. 
Colonelul a fost recunoscut în lumea topografilor ca un bun cunoscutor al reliefului României. Colonelul Zagoriț a mai publicat, în 1940, o utilă monografie a bătăliei de la Călugăreni din 1595. Lucrarea a beneficiat în epocă de o recenzie realizată de istoricul Constantin C. Giurescu.
Este amintit de Nicolae Iorga în jurnalul acestuia. 

## Alte lucrări publicate
- Călătoria de aplicațiuni tactice de geografie și istorie militară. Din Mai și Iunie 1912. Regiunea Teleajen-Buzău. Descriere din punct de vedere istoric. - Întocmită de Locotenentul Zagoriț C-tin, Atașat la Școalele Militare Inf. [București], 1912.
- Treisprezece zile din viata militară a lui Mihai-Viteazul. 7-20 Octombrie 1600. Luptele cu Polonii Sărata-Năenii-Ceptura-Bucovelul. Reconstituire istorico-militară -  de sublocotenentul Zagoriț Constantin din Regimentul Mircea No. 32. București[9]
- Călugărenii subt o nouă înfățișare, Ploiești, 1940, 143 p., cu 27 de hărți în text[10]